# Піні Олег Олексійович
Оле́г Олексі́йович Пі́ні (рос. Олег Алексеевич Пини; * 10 червня 1912, Санкт-Петербург — † 28 травня 1979, Ленінград) — російський літературознавець.

## Біографія
Закінчив філологічний факультет Ленінградський державний педагогічний інститут імені О. І. Герцена (1951). Перед радянсько-німецькою війною викладав літературу в школі. Працював співробітником Літературного музею Інституту російської літератури (1949-53), Всесоюзного музею О. С. Пушкіна (1953-58), Пушкінськоъ групи Інституту російської літератури (1958-79), вченим секретарем Всесоюзної Пушкінської комісії (1968-79).

## Наукова діяльність
В Інституті російської літератури Піні постійно займався науково-організаційною роботою. Серед друкованих робіт Піні переважають інформаційні статті та огляди про заходи в області пушкінознавства.